# Changes (песня Kalush Orchestra)
«Changes» — сингл украинской музыкальной группы Kalush Orchestra, выпущенный 3 марта 2023 года на лейбле Enko Records.

## Kлип
Видео было снято в Польше в традиционном доме, где участники группы играют сказочных персонажей. Пайпер Тимофей Музычук превращается в Карпатского Мольфара — существо со сверхъестественными способностями, а KilimWoman дебютирует в группе.
Режиссёр Леонид Колосовский пояснил: «Это история о волшебных персонажах семьи Калушского оркестра. У каждого члена этой семьи есть своя суперсила. Как это обычно бывает в семьях, все очень разные, но они вместе и каждый из них любит свой дом».